# Шиварахасья-пурана
«Шиварахасья-пурана» (санскр. शिवरहस्यपुराण, śivarahasyapurāṇa) — одна из упапуран шиваизма. Её полное название — Шри Шива Рахасья Итихаса Пурана. Сравнительно поздний текст — приблизительно XIV—XV веков. Вероятнее всего, что текст принадлежит к традиции Шайва-сиддхантха. Шива-рахасья-пурана целиком посвящена принципам, мифологии и ритуалам шиваизма. Однако есть мнение, согласно некоторым шиваитским интернет-ресурсам, что Шива-рахасья-пурана является кампиляционным текстом — в нём прослеживаются фрагменты как классической индуистской литературы (Упанишады, Пураны), так и тантра-агамической. Кроме того, нет единого мнения и о жанровой принадлежности текста — является ли текст Итихасой, созданной как бы в противовес классическим вайшнавским Итихасам — Махабхарате и Рамаяне — или это именно упа-пурана.
В состав Шива-рахасья-пураны входит одно из известнейших произведений адвайты и монистического и недуалистического шиваизма — Рибху-гита (санскр. ऋभुगीता, ṛbhugītā) Она является наиважнейшей частью данного текста. Отражает диалог риши Рибху и его ученика Нидагхи. Рибху-гита, пожалуй, наибольшая по количеству глав Гита — представлена 44 главами и содержит 1924 стиха. Это философский труд в духе шива-адвайты открывает читателю сокровище Брахма-видьи.
Так же в состав Шива-рахасья-пураны входит одна из мало известных Шива-сахасранам.
Практически ничего не известно об объёме текста — в настоящий момент доступно на английском языке 12 глав текста с пространными, возможно, школьными, примечаниями.
В 2021 году было издано два перевода Рибху-гиты на русский язык: перевод Глеба Давыдова (Сидарта) (подзаголовок: "Сокровенное учение Шивы") и перевод С.М. Неаполитанского (подзаголовок: "За пределами недвойственности"). 